# Église de la Sainte-Parascève de Veliko Orašje
Pour les articles homonymes, voir Église de la Sainte-Parascève.
L'église de la Sainte-Parascève de Veliko Orašje (en serbe cyrillique : Црква Свете Петке у Великом Орашју ; en serbe latin : Crkva Svete Petke u Velikom Orašju) est une église orthodoxe serbe située à Veliko Orašje, dans la municipalité de Velika Plana et dans le district de Podunavlje en Serbie. Elle est inscrite sur la liste des monuments culturels protégés de la république de Serbie (identifiant no SK 1726).

## Présentation

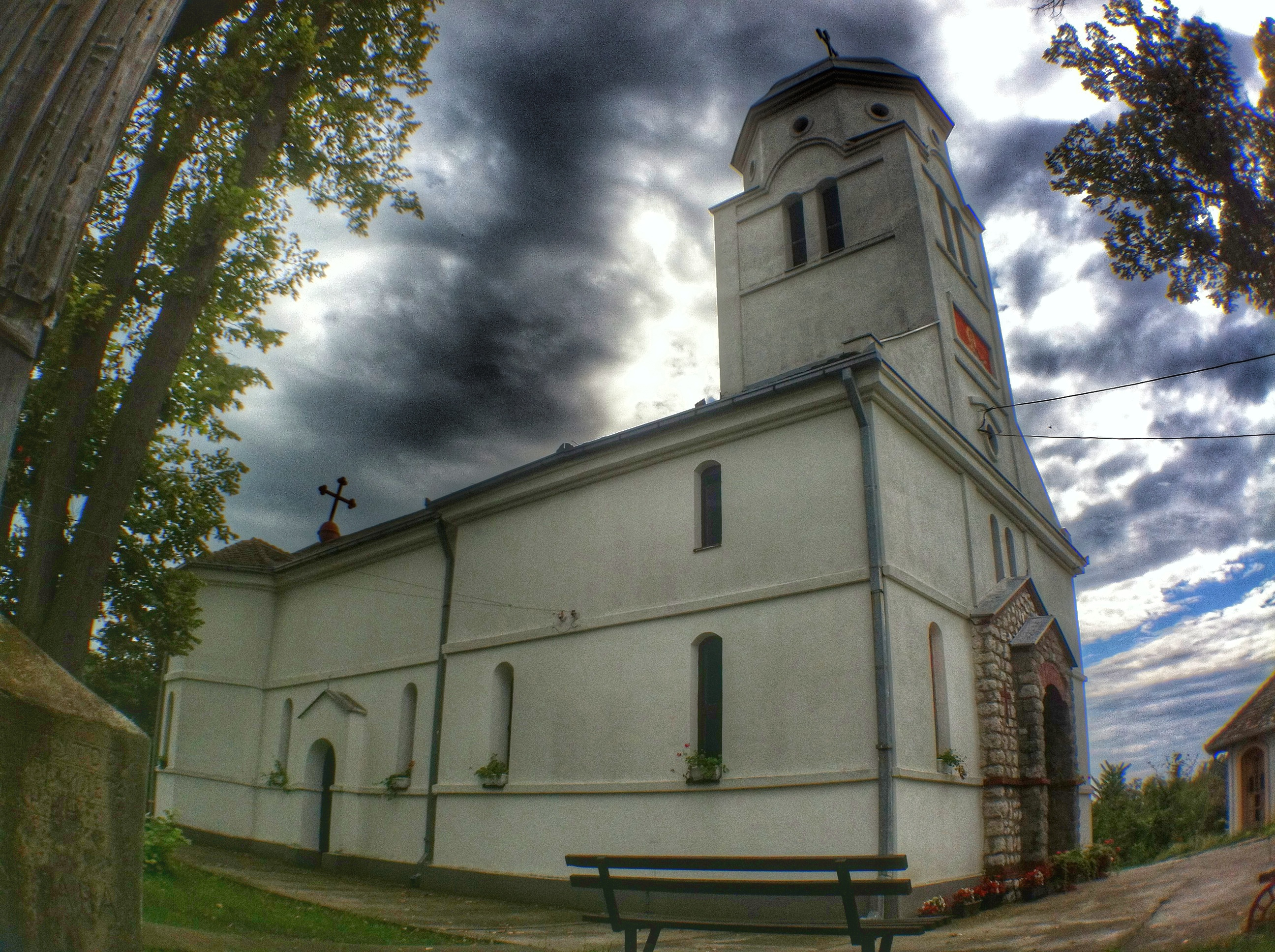
Autre vue de l'église.

L'église a été construite en 1890 à l'emplacement d'un édifice religieux plus ancien. Sur son parvis se trouvent un clocher en bois, le bâtiment de la maison paroissiale et une petite chapelle avec une source construite en 1929.
L'église a été conçue comme un édifice à nef unique prolongée par une abside à l'est et dotée de deux chapelles au nord et au sud de la zone de l'autel. Un narthex avec une galerie ainsi qu'un clocher lui ont été ajoutés en 1969. La décoration des façades, très simple, consiste en un cordon et une corniche ; des fenêtres à lancettes, simples ou géminées rythment le clocher et le portail d'entrée.
À l'intérieur, l'iconostase, de style classique, a été peinte en 1884 par les membres de la célèbre famille Marković, Milija Marković avec son frère Ivan et ses fils Radovan et Nikola. Les fresques de l'église sont plus récentes. L'église abrite aussi des icônes mobiles, des objets et des livres liturgiques ainsi que du mobilier d'église.